# São José da Lamarosa
São José da Lamarosa is een plaats (freguesia) in de Portugese gemeente Coruche en telt 2017 inwoners (2001).